# 직도 (섬)
직도(稷島) 혹은 피도는 전북특별자치도 군산시 고군산군도에 속하는 말도 서쪽에서 18.5km 정도 떨어진 지점에 있는 옛부터 갈매기들의 둥지였던 무인도이다.
1980년부터 현재까지 대한민국 공군과 제7공군의 폭격사격장으로 쓰이고 있어, 불발된 공대지유도탄이나 항공기 탑재 폭탄 등이 섬 주변에 남아있을 수 있다. 이에 대응하기 위해 사격훈련을 시작할 때부터 직도 근처를 항해할 어부들의 안전을 위해 대한민국 공군은 군산 공군기지에 EOD 요원을 배치해두고 있다.

## 직도 사격장
대한민국 공군과 제7공군에서 전투기와 폭격기 등의 전투용 군용기의 공대지 사격 훈련을 위해 1980년부터 직도 사격장(영어: Chik-do Range)이라 이름붙였다. 25년 뒤, 2005년 8월 13일에 이용 중단을 선언한 경기도 화성시의 매향리 사격장(영어: Koon-ri Range)을 대체할 곳을 찾고 있던 주한 미군과 대한민국 국방부는 직도를 발견하였다. 그리고 곧 이미 옛날부터 제멋대로 쓰고 있던 것이 대한민국 국방부와 1986년 10월에 행정 구역 명칭 변경으로 직도의 소유권을 갖고 있던 산림청에 의해 발각되었다. 이 소식을 전해들은 안보 논리 때문에 참고 있던 어민들은 반발하였다.
2006년 9일 21일, 경기도청에서 열린 포럼에서 제7공군사령관 게리 R. 트랙슬러(Garry R. Trexler) 중장은 사격 훈련시설의 부재로 일본 오키나와현과 알래스카주에서 사격훈련을 하고 있고, 훈련을 위해 한미 안보협의회의가 열리는 10월 1일 전에 해결하지 않으면 주한 미국 공군의 전력을 한반도 밖으로 빼야할 수도 있다고 밝혔다.
2007년 9월 25일, 국방부는 군산시청에서 양측 공군의 훈련량을 채우기 위해 직도 사격장의 사용 및 자동채점장비(WISS, 미국 해군의 축약어)의 설치 공사를 허가하였음을 발표하였다. 직도 사격장의 정부차원에서의 공식적인 허가의 영향으로 군산시민들은 반대집회를 열였고, 전라북도 도청에서 보상차원에서 새만금방조제와 고군산군도를 잇는 왕복 2차선 도로인 고군산로를 건설하였다. 차질이 생겨 2009년부터 2017년까지 걸렸다.

## 인용
1. 1 2  박용근 (2005년 3월 21일). “25년 불법 사격장 직도 ‘분노’”. 경향신문. 2019년 5월 21일에 확인함.
2. ↑  오종택 (2013년 8월 13일). “공군-해군, 군산 직도사격장 바다속 불발탄 12발 처리”. 중앙일보. 뉴시스. 2019년 5월 21일에 확인함.[깨진 링크(과거 내용 찾기)]
3. ↑  “Pacific briefs: USFK stops using Koon-ni range” (영어). 스타스 앤 스트립스. 2005년 8월 13일. 2019년 5월 21일에 확인함.[깨진 링크(과거 내용 찾기)]
4. ↑  전성옥 (2005년 3월 4일). “군산어민들 `직도 미군사격장 폐쇄해야`”. 매일경제. 연합뉴스. 2019년 5월 21일에 확인함.[깨진 링크(과거 내용 찾기)]
5. ↑  “Lieutenant General Garry R. Trexler” (영어). United States Air Force Public Affairs. 2007년 1월 1일. 2019년 5월 21일에 확인함.
6. ↑  윤상호 (2006년 9월 23일). “주한美공군 사격장 문제 “30일내 해결안되면 전력 빼겠다””. dongA.com. 동아일보. 2019년 5월 21일에 확인함.
7. ↑  신용일 (2006년 8월 30일). “한국내 훈련장 시설 안돼 주한미군 타지서 사격훈련”. 한국일보. 2019년 5월 21일에 확인함.
8. ↑  홍인철 (2006년 9월 25일). “군산시 “직도사격장 허가” 공식발표”. 한계레. 2019년 5월 21일에 확인함.
9. ↑  최영수 (2017년 12월 28일). “군산 고군산 4개 섬 육지 됐다…8.77km 연결도로 전면개통”. 연합뉴스. 2019년 5월 21일에 확인함.

- “Chik-do Range”. 《globalsecurity.org》 (영어). 2011년 5월 7일. 2019년 5월 21일에 확인함.